# Dorotea y Margarita Joanes

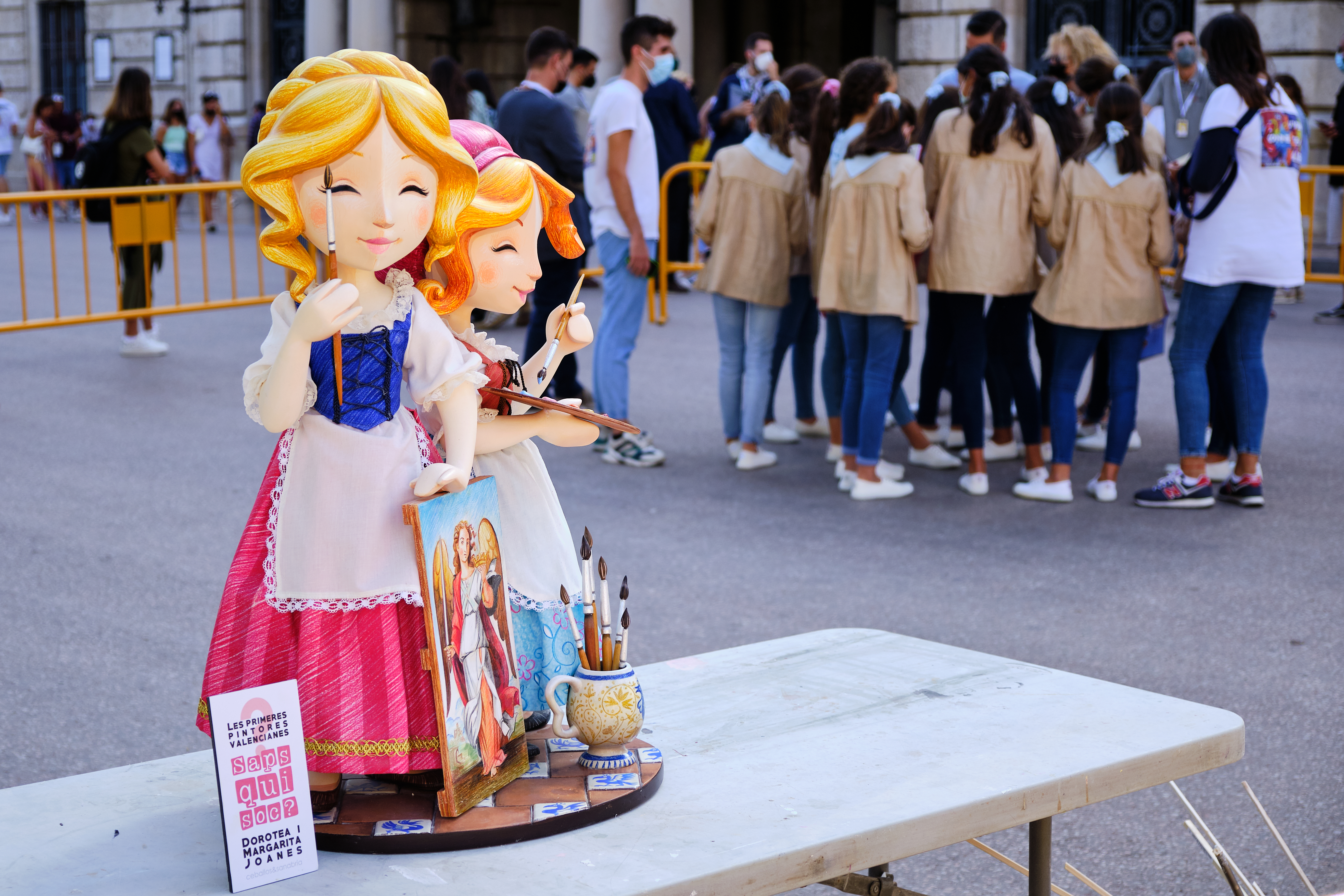
Dorotea y Margarita Joanes en las Fallas de Valencia, 2021.

Dorotea Joanes y Margarita Joanes (siglo XVI-1609) fueron dos hermanas pintoras, hijas de Juan de Juanes.

## Biografía
Durante los siglos XVI y XVII, los pintores realizaban sus obras en grandes talleres gremiales en los cuales los oficiales y aprendices hacían su trabajo bajo la supervisión del maestro pintor que era quién, en realidad, dirigía e imprimía un sello característico a las obras.
El taller del pintor valenciano Juan de Juanes, el verdadero nombre del cual era Vicente Juan Macip, no fue una excepción. Durante varias generaciones los integrantes de la familia ejecutaron trabajos en el taller gremial que llevaba su nombre, hecho que los permitió realizar una gran cantidad de obras encargadas por particulares o comunidades religiosas.
En este contexto social se sitúa la más que posible participación de sus hijas, Margarita y Dorotea en el taller familiar, junto con su hermano  Vicente Macip Comes, que heredaría el taller, el nombre y el prestigio de su padre, uno de los más famosos pintores del renacimiento valenciano.
Así, mientras que de Vicente Macip Comes existe constatación documental de su obra y de sus tareas como pintor, sobre la obra de sus hermanas Margarita y Dorotea solamente existe una tradición difusa que afirma que las hijas de Juan de Juanes, sobre todo Margarita, también eran pintoras.
Por ejemplo, en un poema de Cristóbal de Virues, amigo y contemporáneo de la familia, se señala en la última estrofa: «En pincel y colores, Juan Vicente, en ingenio y pintura Margarita, en distinción y gracia, Dorotea», lo que daría indicios de que Margarita Joanes fue pintora y colaboró en el taller familiar, aunque no hay ninguna obra firmada por ella.
También la tradición popular ha atribuido a lo largo del tiempo la autoría de algunas tablillas del templo parroquial de Bocairente a Margarita y Dorotea.
José Albi, conocedor de la obra de Juan de Juanes, es más contundente a la hora de atribuir el Retablo de Almas de la parroquia de Santa Cruz de Bocairente (Valencia) a una hija del pintor, puesto que la pintura mantendría muchos de los toques característicos del taller de Juanes a la vez presentaría nuevas actitudes naturalistas y tenebristas como las que empezaban a abrirse camino en la época. También El Salvador, que actualmente forma parte de la colección John Ford de Londres, sería para José Albi obra de la misma mano que el retablo antes citado.
El 17 de enero de 1609 se daba sepultura en la iglesia de Santa Cruz de Bocairente a Dorotea, y cuatro años más tarde, era sepultada Margarita en el mismo lugar. Alguna de ellas, posiblemente Margarita, estuvo especialmente dotada para el arte pictórico.
Sin embargo, en la época en la cual vivieron, las mujeres pintoras, sin posibilidad de agremiarse y de recibir encargos, solamente podían justificar su arte y su trabajo en relación con algún hombre de su familia, principalmente el padre. El hecho que no pudieron firmar sus obras privó a las pintoras de tener un nombre propio en el desempeño de su oficio y del reconocimiento que habrían merecido sus obras en la Historia del Arte.